# Pinarello
Pinarello (1952 - heden) is een Italiaans fietsmerk. Het merk fabriceert de fietsen op hun Italiaanse thuisbasis Treviso. Het bedrijf is gespecialiseerd in het handmatig produceren van racefietsen, tijdrit-fietsen en cross fietsen.

## Geschiedenis
In 1952 kwam de Italiaan Giovanni Pinarello (1922-2014) voor een groot dilemma te staan. Nadat de Italiaan zijn plek voor de Giro d'Italia moest af geven aan de jonge Italiaan Pasqualino Fornara, werd hem 100.000 Italiaanse lire aangeboden door zijn sponsor Bottecchia om een eigen fietsen fabriek op te starten. Hiervoor moest hij echter wel zijn passie, namelijk wielrennen, opgeven.
Tussen 1952 en 1960 begon Pinarello met het maken van zijn eigen fietsen, en deze werden door hem gepromoot bij kleine lokale teams. Met het hoogtepunt in 1957 wanneer voor het eerst een lokaal team met een Pinarello fiets mee doet aan de nationale competitie, het team met deze eer was het Italiaanse la Padovani. Na nog vele andere kleine teams gesponsord te hebben, was er in 1960 voor het eerst een professioneel team dat Pinarello als sponsor had.
Het echte verschil voor Pinarello werd gemaakt door Guido de Rosso, van Molteni. Met zijn zege in de Tour d'Avenir zette hij Pinarello ook internationaal op de wielren kaart. Dit was tevens de eerste professionele zege met een Pinarello fiets. Dit succes werd in 1975 nog meer versterkt door de Italiaan Fausto Bertoglio, die in dat jaar de Ronde van Italië won. Dit deed hij voor team Jollyceramica die gesponsord werden door Pinarello.
In 1980 verbond Pinarello zich met Inoxpran, een bekend gebruiker van roestvrij staal. Samen werd team Inoxpran opgericht en begon Pinarello met het ontwikkelen van fietsten met roestvrij staal als materiaal voor het frame. Ook was dit voor het eerst dat het logo van Pinarello op het shirt van het team te zien was. Na het succesvolle jaar in 1980 werd het jaar 1981 voor Inoxpran nog beter. Het team won twee van de drie grote rondes, de Ronde van Spanje en de Ronde van Italië. Een verder boost aan de populariteit van Pinarello kwam in 1984 toen de Amerikaanse renner; Alexi Grewal de gouden medaille op de Olympische Spelen 1984 wist te behalen op een Pinarello fiets.

## Modellen

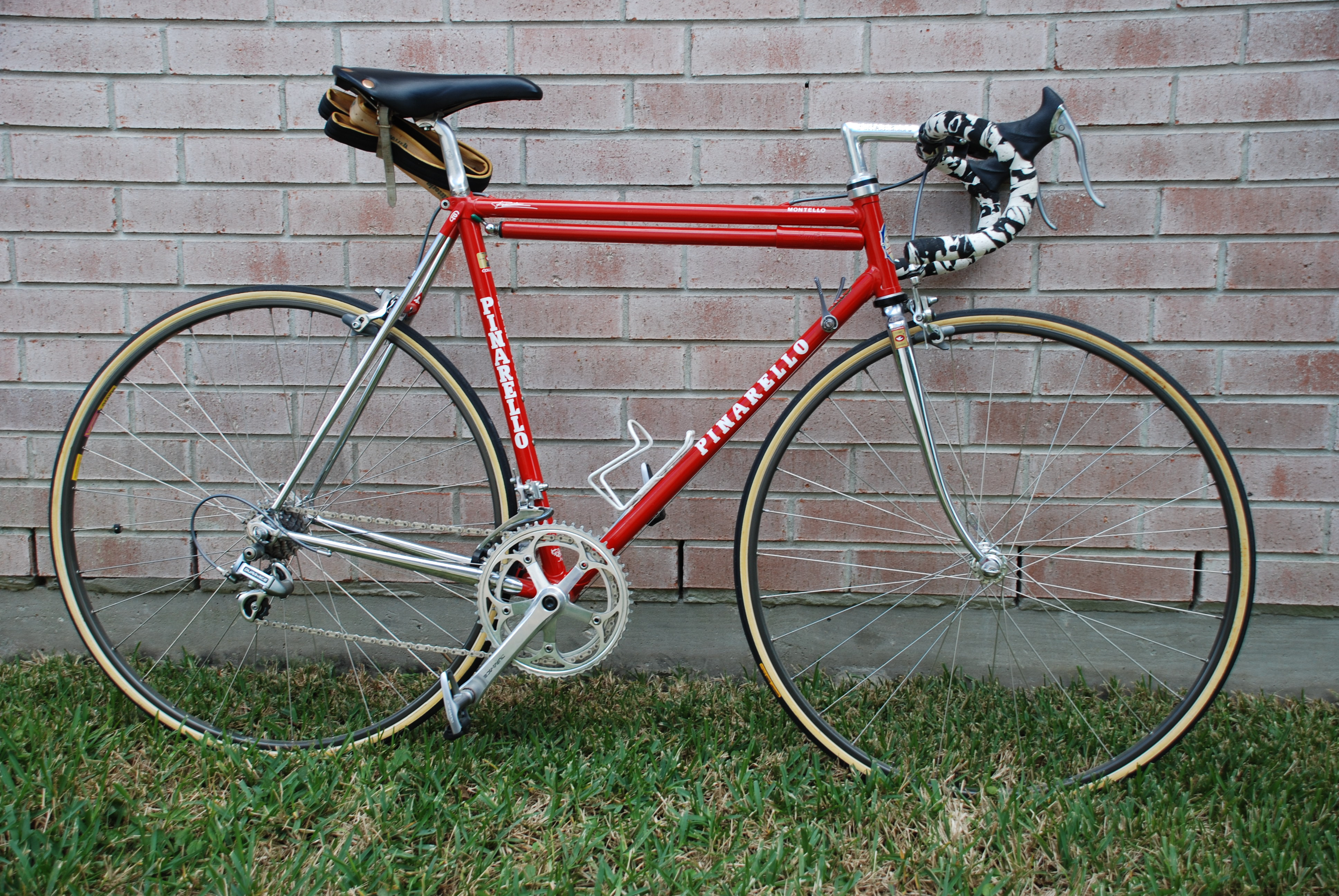
Een Pinarello Montello SLX

Ondanks het feit dat Pinarello bekendstaat om de op maat gemaakte fietsen, hebben ze ook enkele fiets lijnen op de markt gebracht. Onder andere zijn dit de Montello SLX, Treviso, Gavia en de Paris FP.

### Montello SLX
De Montello was een van de meest innovatieve modellen tussen midden en eind jaren tachtig. Dit blijkt ook uit de vele overwinningen in de Giro d'Italia, Tour de France en de Vuelta a España, maar ook de overwinning bij de wegwedstrijd van de Olympische spelen in 1984. Bij de Montello liepen de remkabels door de bovenbuis, ook had deze een verchroomde voorvork en achtervork. De Montello SLX was te verkrijgen in rood, blauw en Spumoni. In het midden van de jaren 80 moesten de stickers en verflagen van de fietsen worden gerestaureerd omdat deze begonnen te schilferen. De aanduiding SLX duidt op het type Columbus buizen waarmee een Montelloframe is gebouwd.

### Treviso
De Pinarello Treviso was de tweede-in-lijn model onder de Montello SLX in het midden van de jaren 80. Gebouwd met Columbus SL buizen, werd dit model gekenmerkt door een geschilderde voorvork en staande achtervork. Dit model werd voorts gekenmerkt door de schuine voorvork en is op de weg is gemakkelijk te onderscheiden van de Montello door de enkele chromen liggende achtervork.

### Gavia
Na de Montello SLX stapte Pinarello over op de Gavia, die zich onderscheidde met een ander nieuw frame ontwerp waardoor het zadel verder naar achter kon worden geplaatst om de zit van de renner nog aerodynamischer te maken. Ook dit model is uit Columbus buizen vervaardigd, en voorzien van een verchroomde voorvork. De Gavia was te verkrijgen in de kleuren rood, blauw, glans wit en fluorescerend wit.

## Frame materiaal
Oorspronkelijk waren alle Pinarello frames van staal. Voor de meeste frames in de jaren 80 werden er buizen van Columbus gebruikt. De eerste niet-Italiaanse buis was Tange Prestige voor het Amerikaanse Levis Cycling team onder leiding van Michael Fatka; onder andere Andy Hampsten, Steve Tilford, Roy Nickmann, Thurlow Rogers reden in midden jaren 80 voor dat team. Tussen de jaren 90 en 2004 produceerde Pinarello frames van conventionele stalen buizen met lugs, met extra grote buis, met oversized aluminium TIG gelaste verbindingen en frames van koolstofvezel, magnesium en andere materialen. Pas in 2005 ontwierp Pinarello voor het eerst een volledig carbon frame, de F4: 13 serie.

## Sponsoring
Vandaag de dag rijden enkele teams met Pinarello fietsen, of worden er teams gesponsord door Pinarello. Alle teams die in het heden of in het verleden gereden hebben met Pinarello fietsen of die zijn gesponsord door Pinarello staan hieronder opgesomd: